# Final Cut Pro
Final Cut Pro（ファイナルカット・プロ）とは、Appleの開発・販売するソフトウェアのひとつで、パソコン向けのノンリニアビデオ編集を目的としたmacOS向けのソフトで、Appleのプロフェッショナル向け映像ソリューションの中核となるソフトウェアである。
2023年5月、iPad用Final Cut Proが発表された。

## 概要
元来は、アドビシステムズ（現アドビ）でPremiereを開発していた、Randy Ubillos（2015年4月に引退）を中心とするグループが、マクロメディアに移ってコードネームKeyGripと称して開発していたソフトウェアであり、1997年のNAB Showにて開発が発表され"Macromedia Final Cut"として販売されるはずであった。
後に、Appleが開発中のKeyGripを購入、1999年4月にFinal Cut ProとしてVer.1が発売され、2009年7月当時の最新版はIntel Macのみ対応のVer.7であった。
2003年7月、Final Cut Proの成功により、アドビはMac版Premiereの開発を中止した（後のIntel Mac版Premiere Proは新規開発の別製品）。
Final Cut Studioは、Final Cut Proに加えて、Motion、Soundtrack Pro、DVD Studio Pro、LiveType、Compressor、Cinema Tools、Colorを含む、プロ向けのスイート。また、機能を省略した廉価版であるFinal Cut Expressも用意されていた（後述するFinalCutPro Xの登場と価格改定に伴い、Express版はフェードアウトとなった）。
Final Cut Proは拡張環境対応に優れており、インタフェースボードやRAIDディスクの追加、Xsanシステムの利用などにより、さらに高性能・高画質な編集も可能である。プロ向け映像編集ソフトとして人気があり、2009年時点でのユーザ数は140万であった。
バージョン６とバージョン７では、Motion、Soundtrack Pro、DVD Studio Pro、Compressor、Colorなどを含むソフトウェアスイートFinal Cut Studio（ファイナルカット・スタジオ）として販売されていた。
Final Cut Pro Xは、機能とユーザインタフェースが刷新、64bit化された革新的なソフトとして、2011年4月12日に発表された。
2025年3月27日、バージョン11.1でApple Intelligenceを利用しての画像生成に対応した。

## 優位点
- 前述の拡張性によって、廉価かつコンパクトなシステム（MacBook Pro本体のみなど）で大筋の編集（旧来のオフライン編集に相当）を行い、仕上げを高価なシステム（Mac Pro+ビデオインターフェースカード+RAIDディスクシステムなど）に移行して行う（オンライン編集に相当）などの流れが非常に容易である。この場合まったく同じソフトウェアを用いることになるので、オフライン段階で効果などを付けた場合でも、そのままオンラインに反映させることができる。
- かつて存在したFinal Cut Server とXsanシステムの組み合わせにより、FCPで編集した映像を複数のデスクトップ等から同時作業出来た。
- テロップを装飾し、自由な位置に配置しアニメーションを加えることができる。

## Final Cut Pro X
2011年6月、AppleはFinal Cut Proの新しいバージョンである'"Final Cut Pro X"'(FCP X) 10.0をリリース。内部構造が根本的に刷新されたほか、ツールとしての挙動・用語の概念・UIデザイン等が大幅に変更された上に多数の機能が削減された為、混乱を起こし批判を浴びた。しかし、無料アップデートを繰り返して改良と機能追加、高速化を進め、2018年4月の時点でユーザ数が250万を超える人気ソフトとなっている。
Final Cut Pro XはGrand Central DispatchとOpenCL（10.4.7でMetalへ刷新）をサポートをしている64bitアプリケーションである。これらの機能が追加されたことにより、並列処理及びバックグラウンドでレンダリングを行うことが出来るようになった。
RED ONEなどの4Kの解像度にも対応し、クリップの管理ではクローズアップ、ワイドショットなど自動的にショットによってグループ分けされる機能を持っている。レンズフレア、手ぶれ補正、ローリングシャッター補正、カラーバランス（色補正）等の映像修正も簡単に行うことが出来るようになった。
Final Cut Pro Xは2011年6月21日からMac App Storeでダウンロード可能になった。初期価格は35,000円で、後に26,000円となった。2022年3月時点で36,800円、2022年10月5日に48,800円に値上げされ、2023年6月時点で45,000円である。発売開始当初、App Storeサポートセンターによると、利用規約に記述されている「(i) お客様には、個人的、非商用目的に限って本iTunes商品を利用される権限が与えられるものとします。」を根拠とし、「iTunes Storeでは非商用目的の、個人でご利用を目的としております」と回答しているため、Final Cut Pro Xはプロユースとしての使用はできないとされていた。2012年8月現在は法人向けストアである Apple Store for Business からの決済もできるようになっている(通常のApple Storeや同Educationには表示されない)。
学生・教職員向けPro AppバンドルとしてFinal Cut ProとLogic Pro、Motion、Compressor、MainStageがセット販売されている。2023年6月現在30,000円
Appleは、今後のアップデートによりマルチカメラなどの機能を追加予定だと発表、Ver.10.0.3のマイナーアップデートでマルチカメラ等の機能が追加された。
- 2012年6月、10.0.5リリース。Retinaディスプレイ対応などが行われた。
  - 10.0.6 -  5KまでのREDCODE RAWのネイティブ編集、GPUでのバックグラウンドレンダリング対応など
  - 10.0.7
  - 10.0.8
  - 10.0.9

- 2013年12月18日、Final Cut Pro X 10.1リリース。4K対応強化、デュアルGPU対応、対応フォーマットの追加など、多数の機能追加が行われた。
  - 10.1.1
  - 10.1.2
  - 10.1.3
  - 10.1.4

- 2015年4月13日、Final Cut Pro X 10.2リリース。3Dタイトル、高度なエフェクトの追加及びパフォーマンス向上、対応フォーマットの追加。
  - 10.2.1
  - 10.2.2
  - 10.2.3

- 2016年10月27日、Final Cut Pro X 10.3リリース。広色域対応、マグネティックタイムライン刷新、ダークインターフェイス、MacBook Proのタッチバー対応、他、多数の機能追加が行われた[17]。
  - 10.3.1
  - 10.3.2
  - 10.3.3
  - 10.3.4
- 2017年12月14日、Final Cut Pro X 10.4リリース。8K、360°VR編集対応、カラーグレーディング機能刷新、HEVC, HEIF対応、他、多数の機能追加が行われた[18][17]。
  - 10.4.1 - クローズドキャプション機能の改良、ProRes RAW対応、書き出し機能の改良[17]。
  - 10.4.2
  - 10.4.3 - DJI社製ドローン「Inspire 2」でD-Log撮影したProRes RAWファイルの表示と編集に対応。
  - 10.4.4
  - 10.4.5
  - 10.4.6 - 2019年3月21日リリース[16]。ライブラリに追加した互換性のないメディアファイルを自動スキャンし、変換することが可能となった。[19]
  - 10.4.7 - 2019年10月8日リリース。Metalベースプロセッシングエンジンへ刷新し処理速度向上、Mac Pro (2019)やAfterburner Cardへの対応・最適化でパフォーマンス向上[20]
  - 10.4.8 - 2019年12月10日リリース。
  - 10.4.9 - 2020年8月25日リリース。編集ワークフローの強化[21]
  - 10.4.10 - 2020年9月24日リリース。

### Final Cut Pro（10.5以降）
- 2020年11月12日、Final Cut Proと名称を元に戻した10.5リリース 。Apple M1とNeural Engineに対応し、パフォーマンスと効率が向上[17]
  - 10.5.1 - YouTube, Facebookアップロード用の共有オプション追加[17]
  - 10.5.2 - Universal RED プラグインをサポート、複数のバグ修正、安定性向上
  - 10.5.3 - 複数の機能追加、バグ修正、信頼性とパフォーマンス向上
  - 10.5.4 - 安定性向上
- 10.6 - 2021年10月18日リリース。Apple M1 Pro, M1 Maxを搭載したMacBook Proに対応し、パフォーマンスと効率が向上[17]。オブジェクト・トラッカーやシネマティックモード対応など複数の機能追加と安定性の向上も図られる[17]。
  - 10.6.1 - FCPXML 1.9および1.10のファイルを読み込めない問題の修正、言語がスペイン語の場合に、Command+Zキーのキーボードショートカットが効かない問題を修正、“ファイルを書き出す”の共有先でフォーマットに“コンピュータ”を選択したあと、ビデオコーデック設定が使用できない問題を修正[17]

- - 10.6.2 - •プロジェクトに複数回出現するメディアを、クリップ範囲やタイムラインインデックスをハイライト表示[17]
    - 音声分離。機械学習で背景ノイズのレベルを調整し、スピーチの明瞭度の向上（macOS Montereyバージョン12.3以降が必要）
    - Mac StudioのM1 Max, M1 Ultraに最適化した再生性能とグラフィックス性能
    - iOS/iPadOS用iMovie 3.0で作成したマジックムービーとストーリーボードのプロジェクトをタイムラインに読み込む
    - 韓国語に対応  • 安定性向上、バグ修正

- - 10.6.3 - 信頼性向上、バグ修正
  - 10.6.4 - ビデオフレームの順序がおかしくなることがある問題修正
  - 10.6.5 - パフォーマンスや安定性が向上
  - 10.6.6 - iPadOS版Final Cut Proと同時リリース、iPad用Final Cut Proのプロジェクト読み込み対応、自動色管理、複数修正や機能強化など
  - 10.6.7 - 複数のバグ修正
  - 10.6.8/1.1(iPadOS版)
  - 10.6.9/1.2(iPadOS版) - iPhone 15 Pro/ProMaxで撮影したLogエンコードビデオ対応など
  - 10.7/1.3(iPadOS版)  - 2023年11月30日リリース。 
    - 再生中にタイムラインが自動的にスクロール
    - オブジェクトトラッカーで機械学習モデルを使用し、Apple シリコン搭載Macで顔やその他のオブジェクトの動きを分析が向上
    - 「ブラウザに表示」機能が改良
    - macOS Sonoma以降で、Apple M1 Max、M1 Ultra、M2 Max、M2 Ultra、M3 Maxを搭載したMacでは、同時に処理によりHEVCファイルとH.264ファイルの高速なエンコード処理ができる
    - 複数の問題の修正

  - 10.7.1
    - Intel Macでのカラーホイール、カラーカーブの安定性の向上
- 10.8 - 2024年5月7日発表[22]、同年6月20日リリース。
  - 機械学習による補正向上
  - AIによるスローモーションのスムージング（Appleシリコン搭載のMac）
  - インスペクタの改良
  - タイムラインインデックスの改良
- 10.8.1- 複数のバグ修正

### Final Cut Pro 11.0
2024年11月13日発表・発売
Apple Vision Pro向けの空間ビデオ編集とApple Intelligenceを活用した機能が特徴
- AIによるマグネティックマスク（Appleシリコンを搭載したMacを推奨）は、グリーンスクリーンや時間のかかる手動ロトスコープなしで、映像の人、オブジェクト、形を分離出来る
- Transcribe to Captionsは、AI言語モデルを使用して、タイムラインの音声からキャプションを自動的に作成できる（Appleシリコンを搭載したMacとmacOS Sequoia以降が必要、2024年現在、英語のみ）
- Apple Vision ProまたはiPhone 15 Pro以降から空間ビデオをインポートして編集し、タイトル、色補正、エフェクトを追加、Apple Vision Proで視聴できる空間プロジェクトを共有（Appleシリコンを搭載したMacが必要）
- 90、100、120fpsでタイムライン編集
- 同期クリップまたはマルチカムクリップを作成するとき、元のクリップを自動的に非表示にし、ブラウザの混乱を軽減
- 新しいピクチャー・イン・ピクチャーとコールアウト効果
- 新しいモジュラートランジション
- 垂直ズームを使用して、クリップの高さをタイムラインに収めるように拡大縮小
- 新しいキーボードショートカット
  - 垂直に積み重ねられたクリップの順序を変更
  - リストビューでクリップをすばやくナビゲートし、クリップテキストを編集
  - クリップの名前の変更、オーディオレーンの表示/非表示、サブロールの展開/折りたたみ、ハーフスピードの転送/逆再生、モーションコンテンツの統合、タイムコードの貼り付け、ホライゾンの表示など
- サードパーティのメディア拡張機能対応により、より多くのビデオフォーマットの再生と編集をサポート（macOS Sequoia以降が必要）

追加のサポートとバグ修正：
- 多数のマーカーを含むタイムラインのパフォーマンスを向上
- 欠落したメディアが再リンクされた後、イベントのアラートバッジが消えない問題を修正
- Cloudsジェネレーターが部分的に透過的になる問題を修正
- オーディオがビデオをリードしている場合、接続されたストーリーラインに折りたたむコマンドでオーディオをトリミングする問題を修正
- 32kHz オーディオの非圧縮またはProRes MXFビデオのエクスポートのサポート追加
- 写真ライブラリに直接エクスポートするためのサポート追加
- FCPXMLバージョン1.13に更新

#### 11.0.1
2025年2月3日
- カスタムオーバーレイがビューアに表示されない問題に対処
- 磁気マスク効果を含むタイムラインからCompressorに送信を使用するときにエラーが発生する問題を修正
- •ビューアのShow Horizonコマンドの信頼性を向上
- Hキーを押しながらタイムラインを手動でスクロールさせる時のパフォーマンス向上

#### 11.1
2025年3月27日
- タイムラインの上の調整クリップに色補正とエフェクトを追加し、一度にさまざまなクリップに適用可能
- Image Playgroundでインスピレーションを得たり、Apple Intelligenceを使って、説明や提案されたコンセプト、写真ライブラリの人物に基づいて、スタイル化された画像をすばやく作成できる
- 磁気マスクエディタを表示/非表示にする新しいキーボードショートカットにより、磁気マスクのワークフローを高速化
- Quantec QRS（Quantec Room Simulator）エフェクトを使用して、実際の音響空間をシミュレートする自然で透明なオーディオリバーブを作成
- インスペクタでオーディオエフェクトの名前を変更して、整理された状態を保つ
- ブラウザでマルチカムアングルまたは同期されたクリップのソースを表示
- タイムライン内のマーカーをクリップ内でドラッグして移動、クリップからドラッグしてマーカーを削除できる
- 重要なバグ修正、パフォーマンスの改善

- - 最後の磁気マスクをクリップから削除すると、磁気マスクエディタが自動的に閉じる
  - 磁気マスクを含むコンパウンドクリップを一括エクスポートするときの信頼性向上
  - 単一のオーディオロールコンポーネントで「キャプションへの書き起こし」を使用するサポートが追加
  - ライブラリ項目をテキストエディタにドラッグしてFCPXMLを生成する際の安定性が向上
  - 100 fps クリップを含むライブラリをアップグレードする際の信頼性が向上
  - ARRI ProRes MXF メディアを含むプロジェクトを共有する場合の信頼性が向上
  - ARRIRAW MXF クリップの読み込み時に LUT が自動的に適用されない問題を修正
  - M1搭載のMacモデルでアルファチャンネルを持つProRes 4444ファイルにSmooth Slo-Moを適用する際のパフォーマンス向上
  - 23.98 fps のタイムラインに 25 fps のクリップを追加すると、オーディオが同期しなくなる問題の修正
  - Jカットとスルー編集でクリップからオーディオを切り離すと、サウンドが同期しなくなる問題の修正
  - MP3 または AAC オーディオファイルの書き出し後にオーディオ波形が切り捨てられる問題の修正
  - RED カメラから HEVC クリップを再生するときに、黒いフレームが表示される問題の修正
  - リストビューで、ブラウザが自動的にアクティブなセルにスクロールできない問題の修正
  - 「隠しクリップを表示」が有効になっているときに、選択したブラウザクリップが変更される問題をの修正

##### 11.1.1
2025年5月22日
- MXFメディアが正しく再生されない可能性に対処
- インスペクタのドロップゾーンにビデオを追加する際の信頼性改善
- “セグメンテーションの書き出しを許可”設定で共有するとフレームレートが不安定になる問題修正

## Final Cut Proの画面（Final Cut Pro 7まで）
標準設定でFinal Cut Proを立ち上げて現れるのが、「ビューア」「キャンバス」「ブラウザ」「タイムライン」の4つの画面である。動画作成に使う素材（クリップ）は、ブラウザに収納することが出来る。それぞれのクリップを、ダブル・クリックして現れるのがビューアで、そのクリップに関する設定（例えば、透明度、拡大・縮小など）を変更することが出来る。
ビューアとは対照的に、動画全体がどのように画面に現れるかを確認できるのが、キャンバスである。そして実際の動画作成の作業場となるのがタイムラインで、ブラウザに確保してあるクリップを、ここにドラッグ・アンド・ドロップしながら動画全体を編集していく。